# Diamentowy Krąg
Diamentowy Krąg (isl. Demantshringurinn, ang. Diamond Circle) – nazwa trasy turystycznej w północno-wschodniej Islandii, która obejmuje najważniejsze atrakcje turystyczne tej części wyspy, położone niedaleko Akureyri, głównej miejscowości na północy kraju. Trasa ma około 260 km długości.
Nazwa trasy zaczęła się pojawiać w ofercie agencji turystycznych w latach 90. XX w. W latach 2000. pojawiły się pierwsze przewodniki używające tej nazwy. W 2012 roku powstała organizacja pozarządowa Towarzystwo Diamentowego Kręgu (isl. Demantshringsfélagið, ang. Diamond Circle Society), której celem jest promocja trasy przy jednoczesnej ochronie miejscowej przyrody.  
Trasa Diamentowego Kręgu obejmuje następujące główne punkty:
- miasto Húsavík – punkt startowy i końcowy trasy, znane jako punkt wypadowy do obserwacji wielorybów,
- zatoka Skjálfandi,
- półwysep Tjörnes – obszar ciekawy pod względem geologicznym i paleontologicznym, bogaty w skamieniałości,
- wąwóz Ásbyrgi – ukształtowany 2,5–4 tys. lat temu na skutek powodzi glacjalnych, położony na terenie parku narodowego Jökulsárgljúfur,
- dolina Vesturdalur z bazaltowymi skałkami Hljóðaklettar,
- największy wodospad wyspy, Dettifoss na rzece Jökulsá á Fjöllum,
- czynny wulkan Krafla oraz położone w jego sąsiedztwie pole geotermalne Hverir,
- jezioro Mývatn, pochodzenia wulkanicznego, powstałe po zatamowaniu wody przez potoki lawy, znany jako ostoja ptactwa,
- pole lawowe Dimmuborgir z ciekawymi formacjami skalnymi,
- wygasły wulkan Hverfjall,
- jaskinia lawowa Grjótagjá ze źródłem termalnym w środku,
- geotermalne spa Jarðböðin (Mývatn Nature Bath),
- wodospad Goðafoss na rzece Skjálfandafljót, uznawany za jeden z najpiękniejszych wodospadów Islandii, którego nazwa związana jest z przejściem Islandczyków na chrześcijaństwo.

## Galeria zdjęć

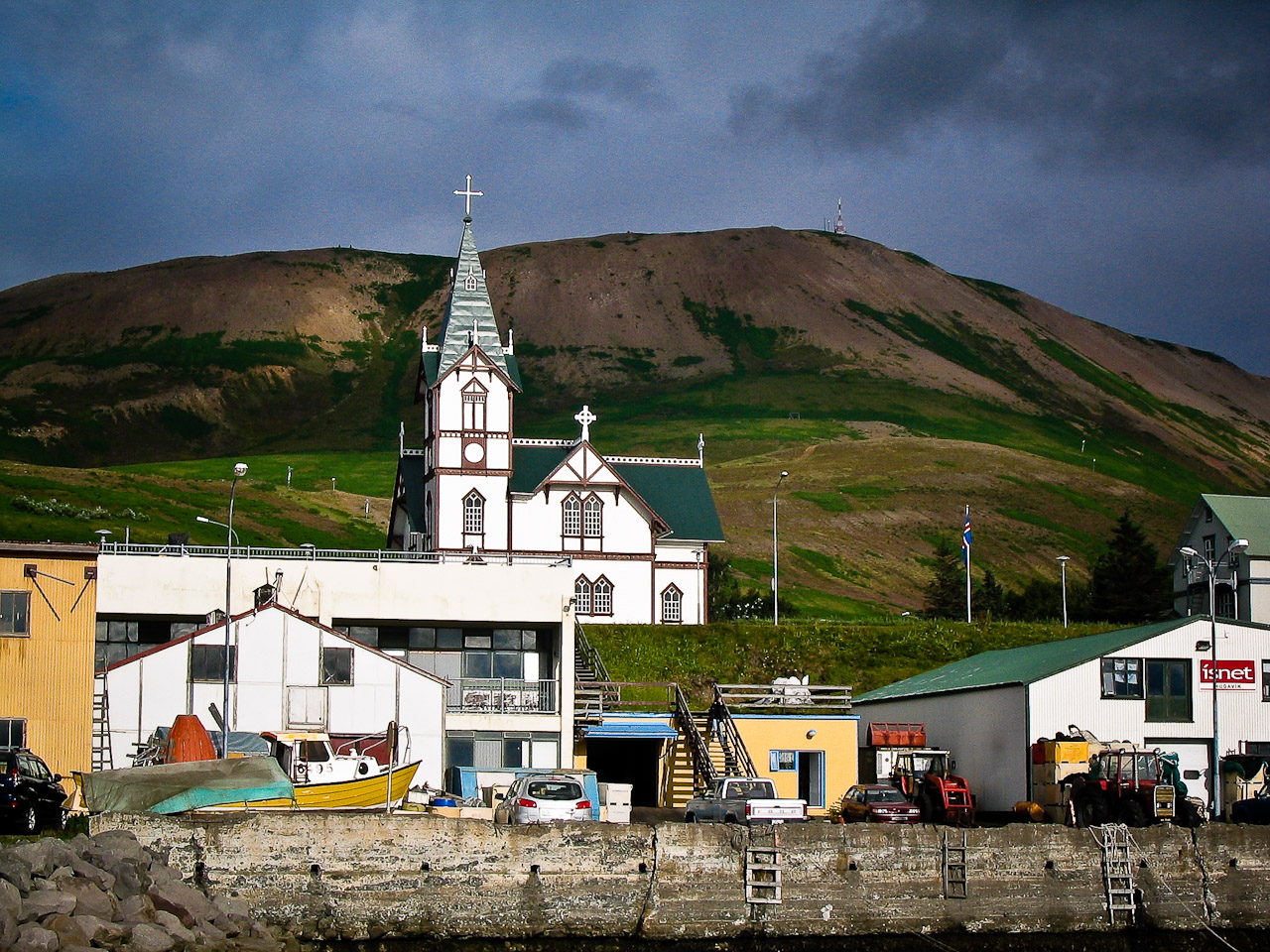
Widok na Húsavík
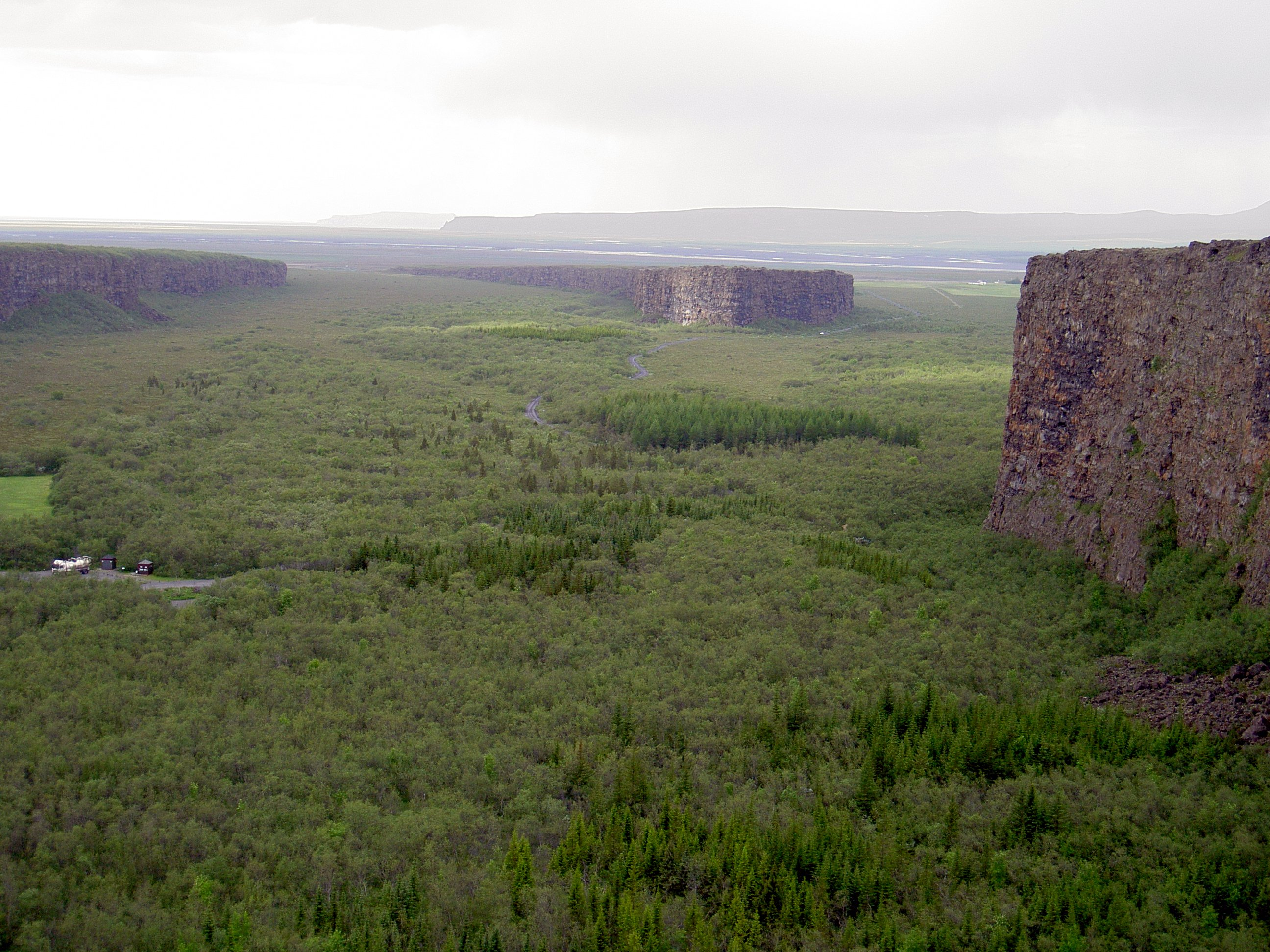
Wąwóz Ásbyrgi
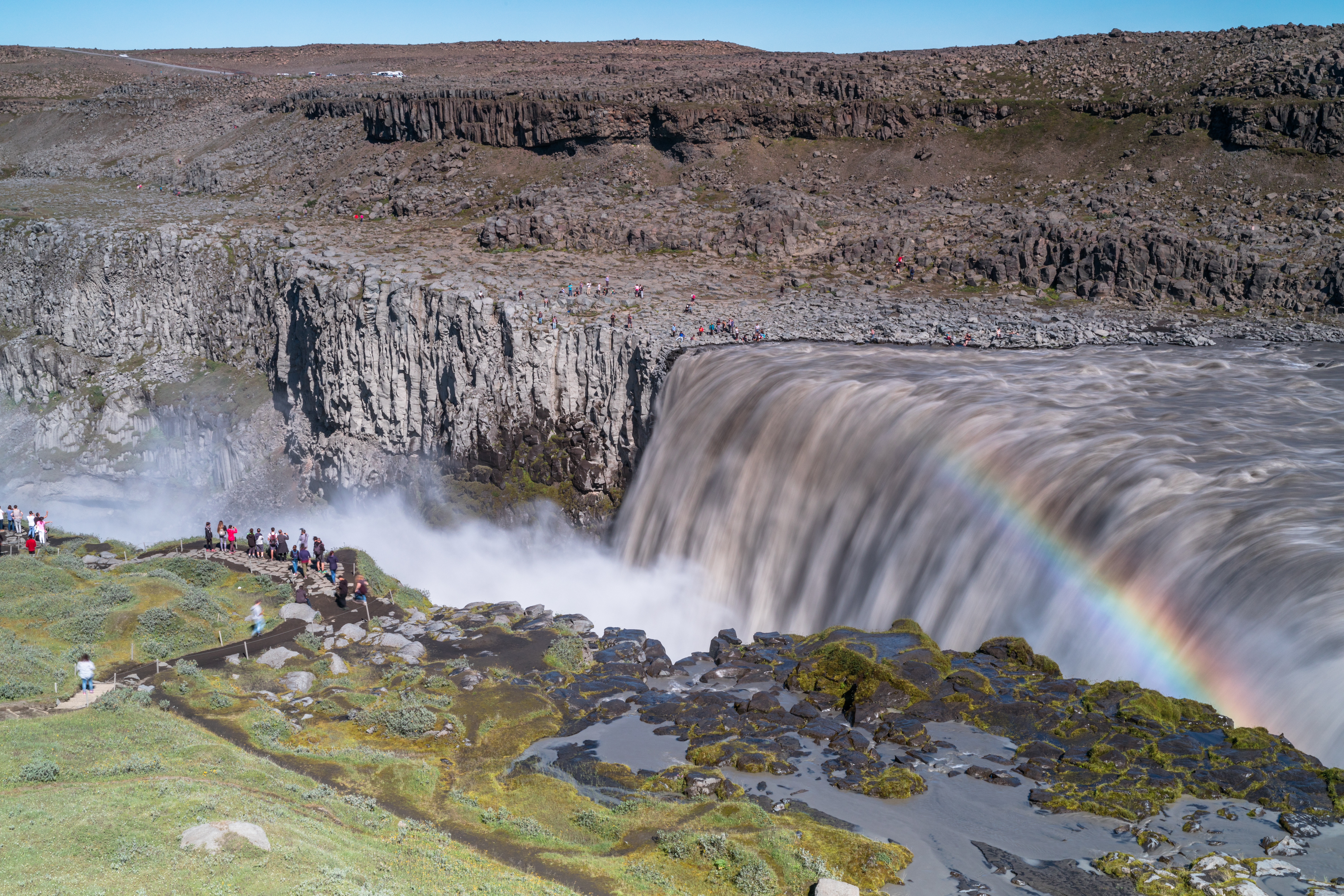
Wodospad Dettifoss
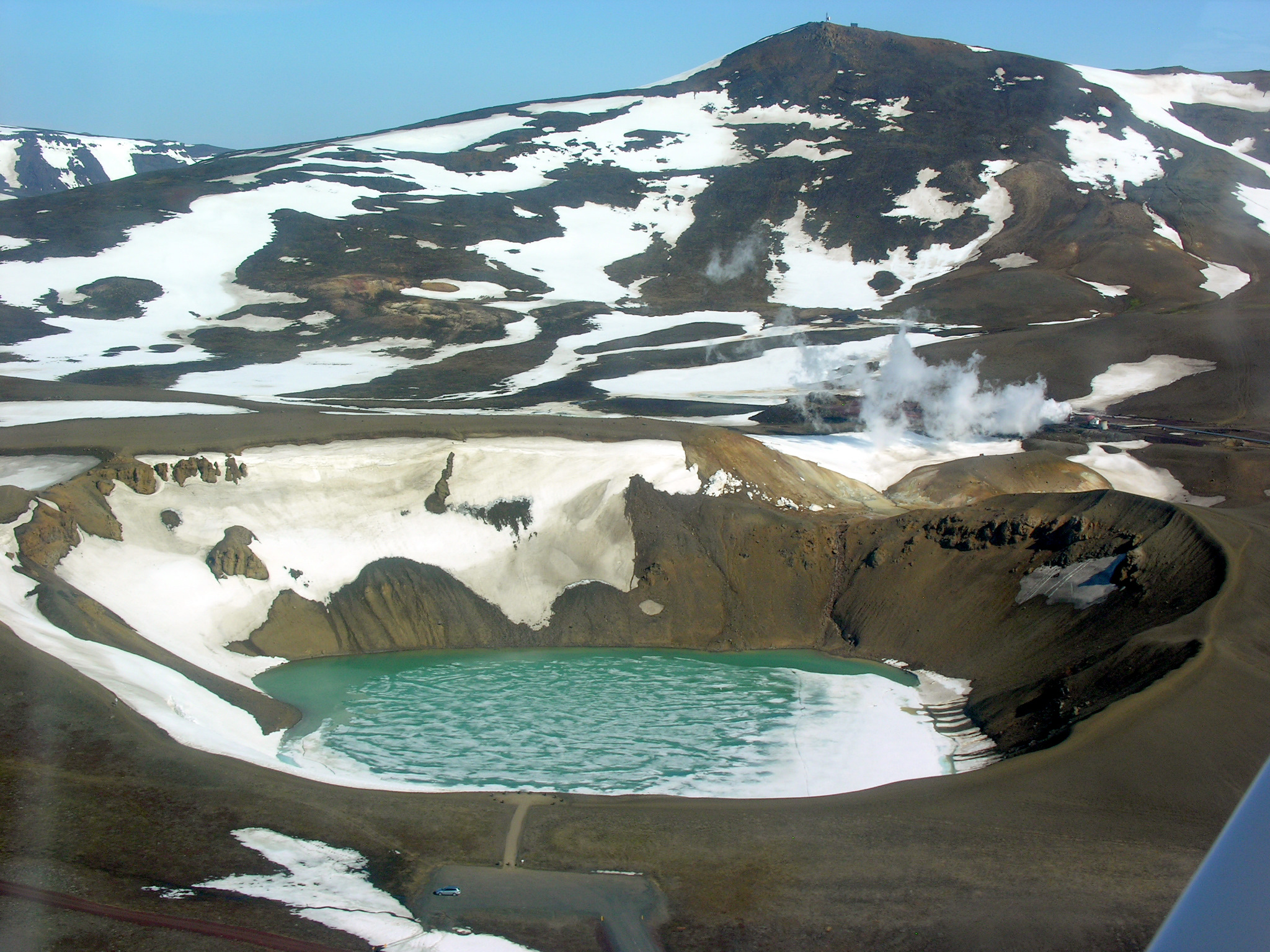
Krafla
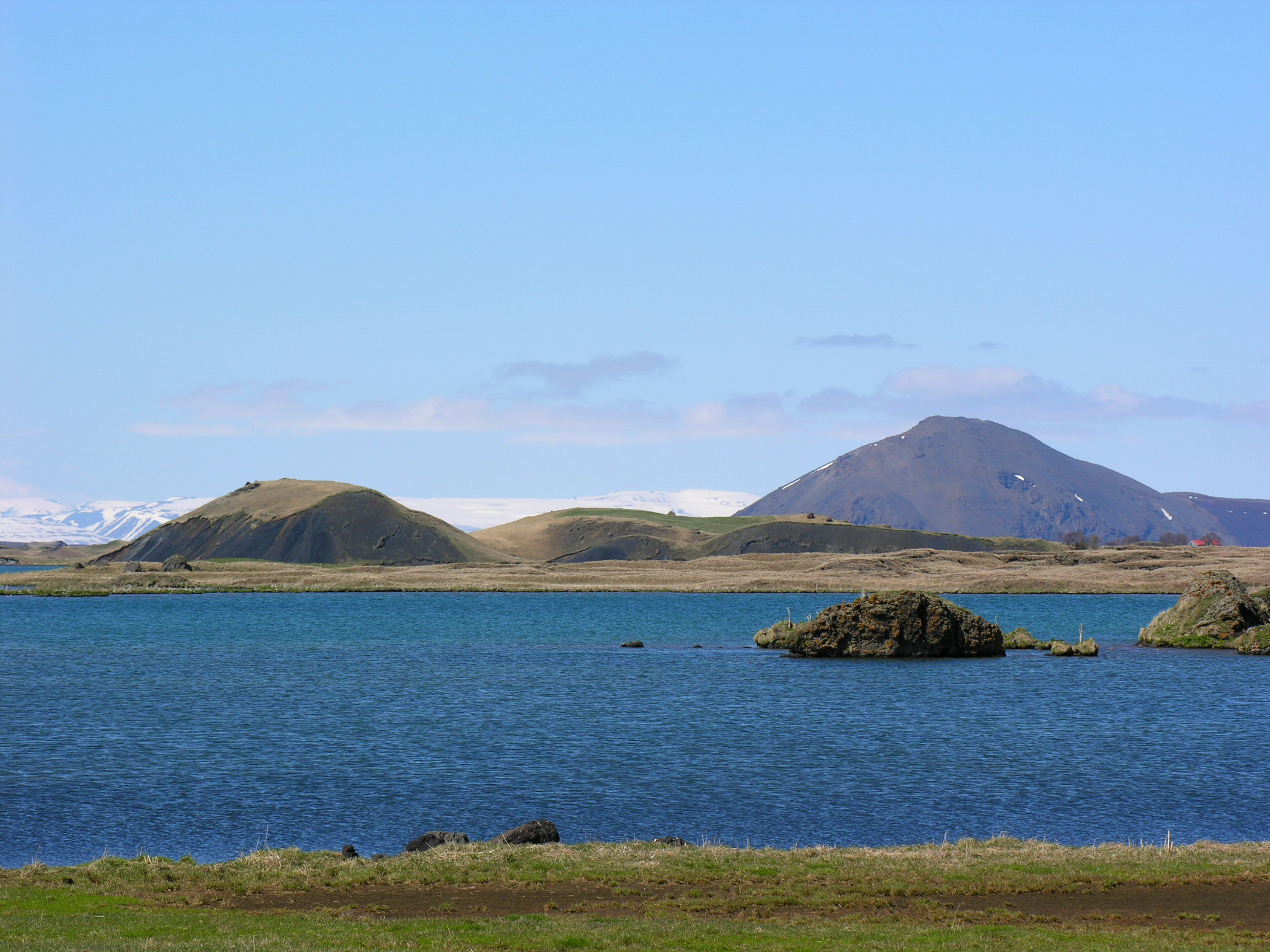
Jezioro Mývatn
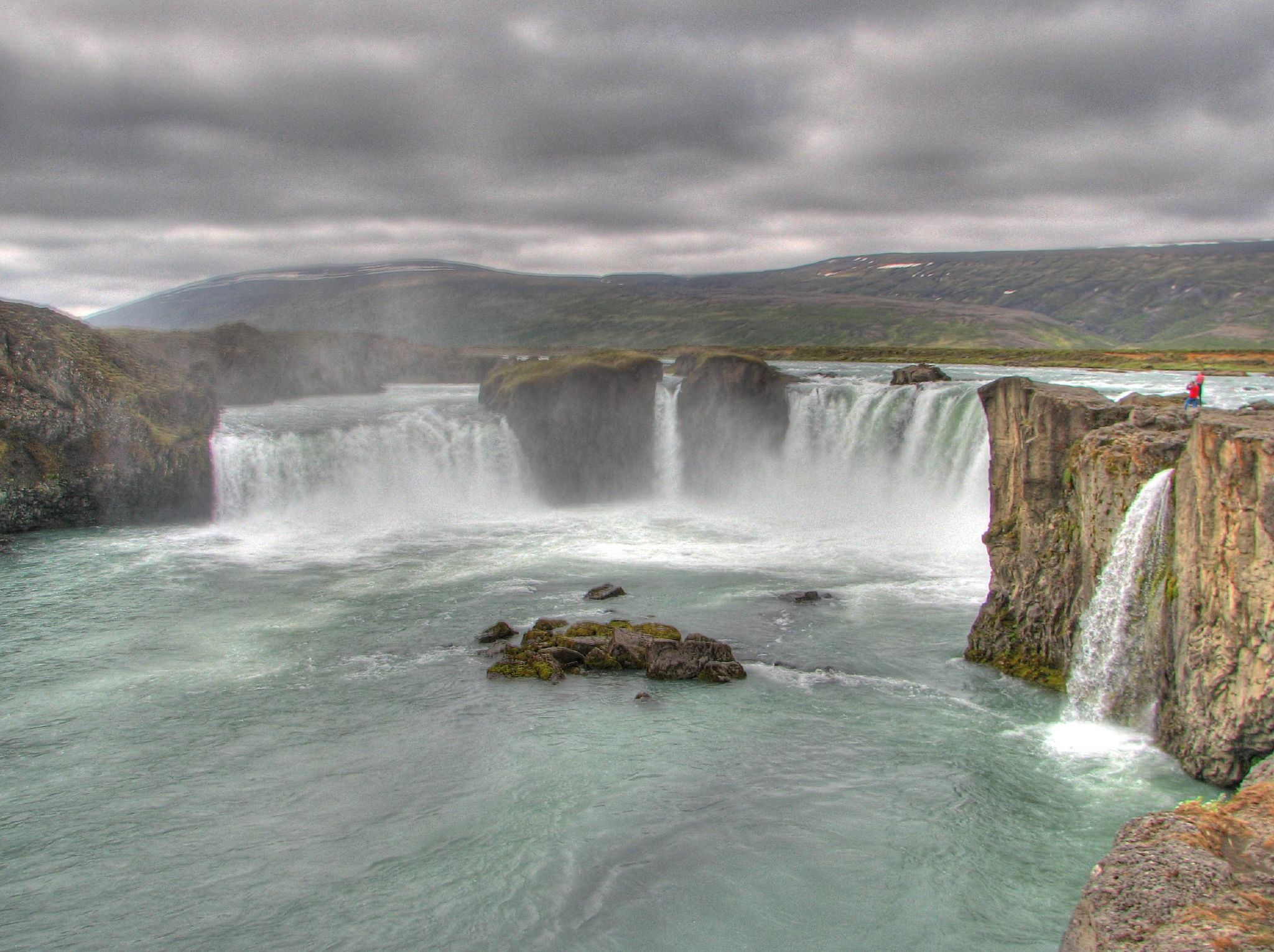
Wodospad Goðafoss